# نو بره
نو بره یک ستاره است که در صورت فلکی برج حمل قرار دارد.